# Luisa Sanfelice (miniserie televisiva 2004)
Luisa Sanfelice è una miniserie televisiva, diretta dai fratelli Taviani. Venne trasmessa in prima visione da Rai 1 il 25 e 26 gennaio 2004 in prima serata.
La storia viene riproposta dai Taviani 38 anni dopo la versione televisiva di Leonardo Cortese e 62 anni dopo il film omonimo diretto da Leo Menardi.

## Trama

### Prima parte
Napoli, 1798. Alla corte di Ferdinando IV di Borbone c'è fermento a causa dei moti rivoluzionari napoleonici, e il re cerca l'aiuto della flotta inglese di Horatio Nelson. Mentre si svolgono le trattative, i giacobini inviano Salvato Palmieri a comando delle truppe francesi, ma la Regina Maria Carolina viene informata dalle sue spie del suo arrivo e gli manda incontro il suo sicario Pasquale De Simone. Dopo una lotta furibonda Salvato viene quasi ucciso, ma è soccorso da Luisa Sanfelice, che lo nasconde in casa sua e lo cura in gran segreto. Via via che il giacobino guarisce, tra lui e la giovane sboccia un grande amore; tuttavia Luisa è già sposata col cavaliere Sanfelice, molto più anziano di lei; inoltre Salvato dovrà raggiungere l'esercito francese per portare il suo messaggio. Una volta guarito, è dunque costretto a dire addio a Luisa.
Intanto i rapporti tra il Regno di Napoli e la Francia si fanno sempre più tesi, e sfociano in una terribile battaglia nei territori di Roma durante la quale l'esercito borbonico viene sbaragliato; l'intera corte è costretta dunque a una rocambolesca fuga a Palermo.

### Seconda parte
L'esercito francese occupa Napoli e dichiara la nascita della Repubblica partenopea; Luisa è rimasta da sola poiché suo marito è fuggito insieme al re, così è libera di amare Salvato, di stanza a Napoli insieme alle truppe francesi. Tuttavia Luisa riceve le attenzioni di un secondo spasimante, il giovane banchiere Andrea Backer.
La Repubblica dà un nuovo assetto politico a Napoli, che diventa centro di un Comitato esecutivo; Eleonora Fonseca Pimentel, una colta nobildonna, sposa le cause della Rivoluzione e fonda un giornale denominato Monitore Napoletano, che diventa il principale veicolo di informazione. Tuttavia il popolo non gradisce la Repubblica, che viene comunque amministrata dalle classi nobiliari; cavalcando il malcontento, il cardinale Fabrizio Ruffo inizia a comporre un esercito controrivoluzionario, i sanfedisti, che comprende il popolo napoletano e molti briganti. La famiglia Backer offre il principale sostegno economico a questa impresa.
Andrea Backer cerca di offrire a Luisa il proprio aiuto, sperando segretamente che lei accetti di fuggire da Napoli in sua compagnia. Luisa rifiuta, ma si trova divisa tra la Rivoluzione (per la quale non ha mai avuto particolare inclinazione) e il suo amore per Salvato. I Backer vengono tuttavia scoperti: Eleonora rivela la congiura sul Monitore e indica Luisa come l'eroina che ha denunciato la famiglia. Elevata al ruolo di Madre della Patria, Luisa comprende tuttavia che se i Borbone torneranno in città lei sarà giustiziata; da quel momento si abbandona alla depressione, con l'unico conforto del suo amore per Salvato. I Backer vengono giustiziati in seguito a un sommario processo; il giorno dopo l'esercito dei sanfedisti accerchia la città.
I patrioti vengono tratti in inganno: salgono su delle navi con la promessa di un espatrio, ma si accorgono troppo tardi di essere saliti sulle navi della flotta inglese, e vengono catturati. Il Re torna trionfalmente a Napoli e mette in atto una dura repressione: molti vengono uccisi durante gli scontri, compreso Salvato; altri saranno giustiziati subito dopo, tra cui Eleonora Pimentel. Luisa è ormai diventata suo malgrado un simbolo della Rivoluzione, così viene condannata a morte: suo marito, nel frattempo tornato, cerca di evitarle la pena, ma invano. Come ultima istanza, Luisa rivela di essere incinta del figlio di Salvato, tentando così di posporre l'esecuzione nella speranza di una grazia.
Sette mesi dopo,alla nascita del bimbo,Luisa viene condotta al patibolo; la sua pena è resa ancora più atroce dalle inutili sofferenze inflittele da un boia maldestro. Davanti alla sua morte, tuttavia, il popolo non rimane indifferente: Luisa sarà per sempre il simbolo delle atrocità della guerra.